# New South Wales Open 1978
Il New South Wales Open 1978 è stato un torneo di tennis giocato sull'erba. È stata l'87ª edizione del torneo, che fa parte del Colgate-Palmolive Grand Prix 1978 e del WTA Tour 1978. Si è giocato a Sydney in Australia dal 24 al 30 dicembre 1978.

## Campioni

### Singolare maschile
Tim Wilkison ha battuto in finale  Kim Warwick con il punteggio di 6–3, 6–3, 6–7, 3–6, 6–2.

### Singolare femminile
Dianne Fromholtz Balestrat ha battuto in finale  Wendy Turnbull con il punteggio di 6–2, 7–5.

### Doppio maschile
Sherwood Stewart /  Hank Pfister hanno battuto in finale  Syd Ball /  Bob Carmichael con il punteggio di 6–4, 6–4.

### Doppio femminile
Lesley Hunt /  Sharon Walsh hanno battuto in finale  Ilana Kloss /  Marise Kruger con il punteggio di 6–2, 6–1.